# Sant Pèire dels Camps
Sant Pèire dels Camps (en francès Saint-Pierre-des-Champs) és un municipi francès situat al departament de l'Aude i a la regió d'Occitània.